# Ernst-Reuter-Plakette
Die Ernst-Reuter-Plakette wird seit 1954 vom Berliner Senat zur Ehrung des ersten Regierenden Bürgermeisters Berlins Ernst Reuter (1889–1953) verliehen.
Die Plakette soll an Persönlichkeiten gegeben werden, „die sich um Berlin besondere Verdienste erworben haben“. Es sollen hervorragende Leistungen auf politischem, wirtschaftlichem und geistig-kulturellem Gebiet ausgezeichnet werden.
Die Plakette entwarf der Bildhauer Richard Scheibe. In den ersten Jahren wurde die Plakette in den Klassen Silber und Bronze vergeben. Seit 1980 wird sie in versilberter Bronze vergeben.
Zu Lebzeiten seiner Witwe Hanna Reuter (1899–1974) durfte die Auszeichnung nur mit ihrer Zustimmung verliehen werden.

## Plakettenträger
- 1954: James Bryant Conant (1893–1978), Hoher Kommissar und Repräsentant der USA in Berlin
- 1954: Hanna Reuter (1899–1974), Widerstandskämpferin, Witwe von Ernst Reuter
- 1954: Heinz Tietjen (1881–1967), deutscher Regisseur, Dirigent und Intendant
- 1957: Carl Ebert (1887–1980), Schauspieler
- 1957: Walter Gropius (1883–1969), Architekt
- 1958: Otto Bartning (1883–1959), Architekt
- 1958: Paul Hertz (1888–1961), Politiker
- 1958: Otto Warburg (1883–1970), Biochemiker
- 1959: Eleanor Lansing Dulles (1895–1996), Nationalökonomin
- 1959: Friedrich Ernst (1889–1960), Bankier
- 1959: Paul Fleischmann (1889–1965), Politiker
- 1959: Otto Hahn (1879–1968), Chemiker
- 1959: Hans Emil Hirschfeld (1894–1971), Politiker
- 1959: Max von Laue (1879–1960), Physiker
- 1959: Edwin Redslob (1884–1973), Kunst- und Kulturhistoriker
- 1959: Joachim Tiburtius (1889–1967), Senator für Volksbildung
- 1960: Ernst Deutsch (1890–1969), Schauspieler
- 1960: Adolf Dünnebacke (1891–1978), Bezirksbürgermeister von Berlin-Reinickendorf
- 1960: Gustav Klingelhöfer (1888–1961), Politiker
- 1960: Paul Löbe (1875–1967), Politiker und Widerstandskämpfer
- 1960: Henry A. Reichhold (1901–1989), Stifter der Akademie der Künste
- 1962: Robert F. Kennedy (1925–1968), amerikanischer Politiker
- 1962: Heinrich Vockel (1892–1968), erster Berlin-Beauftragter der Bundesrepublik Deutschland
- 1966: Boleslaw Barlog (1906–1999), Regisseur und Intendant
- 1966: Ludwig Mies van der Rohe (1886–1969), Architekt
- 1966: Otto Ziebill (1896–1978), Oberbürgermeister von Nürnberg
- 1967: Tilla Durieux (1880–1971), Schauspielerin
- 1967: Hans Herzfeld (1892–1982), Historiker
- 1967: Fritz Kortner (1892–1970), Schauspieler
- 1967: Karl Schmidt-Rottluff (1884–1976), Maler
- 1968: Ernst Lemmer (1898–1970), Bundesminister
- 1969: Otto Friedrich Bach (1899–1981), Politiker
- 1970: Heinz Gutsche (1915–1973), Bezirksbürgermeister von Reinickendorf
- 1970: Otto Theuner (1900–1980), Verkehrssenator und Bürgermeister
- 1971: Hans Heinz Stuckenschmidt (1901–1988), Komponist
- 1971: Elsa Wagner (1881–1975), Schauspielerin
- 1971: Siegmund Weltlinger (1886–1974), Politiker (CDU) und Gründungsmitglied der Gesellschaft für christlich-jüdische Zusammenarbeit
- 1972: Charles Corcelle (1907–1993), französischer Politiker
- 1972: Erich Gießner (1909–1995), Politiker
- 1972: Viktor de Kowa (1904–1973), Schauspieler
- 1972: Herbert Kowalewsky (1907–2003), Betriebsratsvorsitzender
- 1972: Rolf Schwedler (1914–1981), Senator für Bau- und Wohnungswesen
- 1973: Boris Blacher (1903–1975), Komponist
- 1973: Bruno Fritz (1900–1984), Schauspieler
- 1973: Otto Eduard Hasse (1903–1978), Schauspieler
- 1973: Kurt Mattick (1908–1986), Politiker
- 1973: Nicolas Nabokov (1903–1978), Komponist
- 1973: Rudolf Prestel (1898–1979), Jurist
- 1973: Friedrich Smend (1893–1980), Musikwissenschaftler
- 1973: Ernst Sünderhauf (1908–1974), Präsident des Rechnungshofs von Berlin
- 1973: Alexander Voelker (1913–2001), Kommunalpolitiker
- 1973: Jeanette Wolff (1888–1976), Politikerin
- 1974: Heinz Galinski (1912–1992), Leiter der Jüdischen Gemeinde zu Berlin
- 1974: Johann Baptist Gradl (1904–1988), Bundesminister
- 1974: Werner Haftmann (1912–1999), Kunsthistoriker
- 1974: Eberhard Hesse (1911–1986), Journalist
- 1974: Walther G. Oschilewski (1904–1987), Publizist
- 1974: Rudolf Platte (1904–1984), Schauspieler
- 1974: Leopold Reidemeister (1900–1987), Kunsthistoriker
- 1974: Hans Sonnenfeld (1901–1993), Begründer der Zeitung „Der Abend“
- 1974: Aristide Syrigos (1915–1999), französischer Diplomat
- 1975: William Borm (1895–1987), Politiker
- 1975: Geoffrey Francis Edwards (1917–1996), britischer Diplomat
- 1975: Ernst Fraenkel (1898–1975), Politologe
- 1975: Ella Kay (1895–1988), Bezirksbürgermeisterin
- 1975: Rudolf Kleine (1918–2001), Politiker (SPD)
- 1975: John Jay McCloy (1895–1989), US-amerikanischer Politiker
- 1975: Walter Nicklitz (1911–1989), Architekt
- 1975: Otto Stammer (1900–1978), Politikwissenschaftler
- 1975: Werner Stein (1913–1993), Kommunalpolitiker
- 1976: Emil Bücherl (1919–2001), Chirurg
- 1976: Walter W. Cobler (1908–1979), Politiker
- 1976: Kurt Exner (1901–1996), Politiker
- 1976: Max Flesch (1907–1998), Jurist
- 1976: Werner Kießling (1914–2006), Verbandsfunktionär
- 1976: Alfred Kubel (1909–1999), Ministerpräsident
- 1976: Kurt Meurer (1901–1991), Buchhändler
- 1976: Barbara von Renthe-Fink (1901–1983), Medizinerin, Politikerin
- 1976: Kurt Scharf (1902–1990), Bischof
- 1977: Ulrich Biel (1907–1996), Politiker
- 1977: Hans Chemin-Petit (1902–1981), Komponist
- 1977: Ernst Schellenberg (1907–1984), Politiker
- 1977: Johannes Stumm (1897–1978), Polizeipräsident 1948–1963
- 1977: Hans-Georg Wormit (1912–1992), Politiker
- 1977: Walter Wegner (Journalist) (1907–??), Journalist
- 1978: Franz Barsig (1924–1988), Journalist
- 1978: Hellmuth Butenuth (1898–1990), Ingenieur
- 1978: Franz Cornelsen (1908–1989), Verleger
- 1978: Werner Gust (1910–1979), Bankier
- 1978: Martin Held (1908–1992), Schauspieler
- 1978: Gertrud Junge (1908–??), Sozialarbeiterin
- 1978: Richard Löwenthal (1908–1991), Publizist
- 1978: Karl-Heinz Peters (1912–2017), Vorsitzender des Vorstandes der Gemeinnützigen Heimstätten-AG (GEHAG)
- 1978: Kurt Raeck (1903–1981), Schauspieler
- 1978: Siegfried Schuster (1915–1989), Professor, Schiffsingenieur
- 1978: Hans Söhnker (1903–1981), Schauspieler
- 1978: Grete Sonnemann (1903–1990), Kommunalpolitikerin, Mitglied des Abgeordnetenhauses von Berlin
- 1978: Wolfgang Stresemann (1904–1998), Komponist
- 1978: Maria von Tiesenhausen (* 1929), Leiterin des Georg-Kolbe-Museums
- 1978: Herbert Weise (1913–1984), Vorsitzender der Krankenhausgesellschaft Berlin
- 1979: Franz Amrehn (1912–1981), Politiker
- 1979: Herbert Arndt (1906–1994), Politiker (SPD), Mitglieder des Abgeordnetenhauses von Berlin
- 1979: Sven Einar Backlund (1931–1997), schwedischer Diplomat
- 1979: Josef Ertl (1925–2000), Bundeslandwirtschaftsminister (CSU)
- 1979: Herbert Lax (1909–1987), Mediziner
- 1979: Rudolf Mendel (1907–1979), Kommunalpolitiker, Mitglieder des Abgeordnetenhauses von Berlin
- 1979: Walter Steigner (1912–1983), Journalist
- 1979: Horst-Ludwig Stein (1916–1988), Hauptgeschäftsführer der AMK Berlin
- 1979: Hans Steinitz (1912–1993), Präsident der Foreign Press Association
- 1979: Ilse Wolff (1915–??), Kommunalpolitikerin
- 1979: Wilhelm Zerndt (1908–1988), Kommunalpolitiker (SPD), Bezirksstadtrat im Bezirk Neukölln
- 1980: Constantin Freiherr Heereman (1931–2017), Bauernpräsident
- 1980: Alfred Kramer (1901–??), Goldschmied
- 1980: Edith Krappe (1909–2006), Politikerin (SPD), Mitglied des Deutschen Bundestags
- 1980: Agnes Katharina Maxsein (1904–1991), Politikerin (CDU), Mitglied des Deutschen Bundestags
- 1980: Yehudi Menuhin (1916–1999), Dirigent und Geigenvirtuose
- 1980: Bernhard Minetti (1905–1998), Schauspieler
- 1980: Marie Schlei (1919–1983), Politikerin (SPD), Bundesministerin
- 1980: Max Schmidheiny (1908–1991), Schweizer Unternehmer, Politiker und Gründer der Max Schmidheiny-Stiftung
- 1980: Heinz Voigt (* 1920), Gewerkschaftsfunktionär
- 1980: Heinz Wieseke (* 1915), Präsident der Berliner Handwerkskammer
- 1981: Hellmut Becker (1913–1993), Bildungswissenschaftler
- 1981: Dietrich Blos (1901–1989), Mediziner
- 1981: Siegfried Borris (1906–1987), Komponist
- 1981: Curt Meyer (1891–1984), Dezernent für Sozialhygiene
- 1981: Karlheinz Quack (1926–2006), Präsident der Rechtsanwaltskammer
- 1981: Helmut Ziegner (1921–2006), Schauspieler
- 1982: Hertha Beese (1902–1987), Kommunalpolitikerin (SPD)
- 1982: Peter Lorenz (1922–1987), Politiker (CDU)
- 1982: Kurt Neubauer (1922–2012), Politiker (SPD)
- 1982: Walter Sickert (1919–2013), Präsident des Abgeordnetenhauses (SPD)
- 1982: Axel Springer (1912–1985), Verleger
- 1983: Elisabeth Bergner (1897–1986), Schauspielerin
- 1983: Franz Ehrke (1921–2021), Politiker (SPD), Vorstand Deutsche Klassenlotterie
- 1983: Zeno Schindler (1917–2004), US-amerikanischer Industrieller
- 1984: Horst Elfe (1917–2008), Betriebswirt und Präsident der IHK Berlin
- 1984: Margarete Kühn (1902–1995), Kunsthistorikerin
- 1985: Ernst Ruska (1906–1988), Erfinder
- 1985: Konrad Zuse (1910–1995), Erfinder
- 1986: Horst Nasserke (* 1924), Gewerkschaftsfunktionär
- 1987: Carl Raddatz (1912–2004), Schauspieler
- 1987: Eberhard Roters (1929–1994), Kunsthistoriker
- 1987: Klaus Schütz (1926–2012), Regierender Bürgermeister (SPD)
- 1988: Klaus Mertin (1922–1996), Manager, Mäzen
- 1988: Alain Poher (1909–1996), französischer Politiker
- 1988: Julius Posener (1904–1996), Architekt
- 1988: Erich Saling (1925–2021), Mediziner
- 1989: Ossip K. Flechtheim (1909–1998), Politologe
- 1989: Helmut Gollwitzer (1908–1993), Theologe
- 1989: Klaus Hübner (1924–2021), Polizeipräsident
- 1990: Heinrich Albertz (1915–1993), Regierender Bürgermeister (SPD)
- 1990: Günter Braun (* 1928), Präsident von Rofin-Sinar Technologies
- 1990: Karl Otto Mittelstenscheid (1916–2014), Vorstand der Schering AG
- 1990: Berlin Brigade und 7350th Air Base Group (USA), Royal Air Force und Berlin Infantry Brigade (Großbritannien), 46ème Regiment d’Infantrie und Base Aérienne 165 (Frankreich)
- 1991: Günther Bantzer (1921–2019), Politiker
- 1991: Joachim Bölke (1927–1994), Journalist
- 1991: Heinz-Georg Klös (1926–2014), Veterinärmediziner
- 1991: Günter Matthes (1920–1995), Journalist
- 1991: Inge Meysel (1910–2004), Schauspielerin
- 1991: Ulrich Müller (1929–2022), Präsident des Rechnungshofes Berlin
- 1992: Ernst Heinitz (1902–1998), Rechtswissenschaftler
- 1992: Otto von Simson (1912–1993), Präsident der Deutschen UNESCO-Kommission
- 1993: Dietrich Fischer-Dieskau (1925–2012), Opernsänger
- 1993: Karlheinz Kaske (1928–1998), Unternehmer
- 1993: Ignaz Kiechle (1930–2003), ehemaliger Landwirtschaftsminister
- 1994: Klaus Osterhof (1928–2003), Unternehmer
- 1994: Hans-Jochen Vogel (1926–2020), ehemaliger Regierender Bürgermeister (SPD)
- 1994: Walter Höllerer (1922–2003), Schriftsteller
- 1995: Jacques Delors (1925–2023), Finanzminister
- 1995: Wolf Jobst Siedler (1926–2013), Verleger
- 1996: Karl Heinz Bröhan (1921–2000), Kunsthistoriker und Gründer des Bröhan-Museums
- 1996: Götz Friedrich (1930–2000), Opernregisseur und -intendant
- 1997: Erich Marx (1921–2020), Kunstsammler und Mäzen
- 1998: Walter Jens (1923–2013), Schriftsteller
- 1998: Jerzy Kanal (1921–2015), Vorsitzender der Jüdischen Gemeinde Berlin
- 1998: Klaus Töpfer (1938–2024), Bundesminister (CDU)
- 2002: Stephen M. Kellen (1914–2004), Bankier und Mäzen
- 2002: Kurt Sanderling (1912–2011), Dirigent
- 2003: Werner Otto (1909–2011), Unternehmer
- 2003: Peter Wapnewski (1922–2012), Germanist und Gründungsrektor des Wissenschaftskollegs Berlin
- 2004: Claudio Abbado (1933–2014), Dirigent
- 2006: Imre Kertész (1929–2016), Schriftsteller
- 2009: Lech Wałęsa (* 1943), ehemaliger polnischer Präsident
- 2013: Daniel Barenboim (* 1942), Dirigent und Generalmusikdirektor[1]
- 2014: Nele Hertling (* 1934), Theaterdirektorin, Intendantin Hebbel-Theater
- 2017: Maria Müller-Sommer (1922–2023), Dramaturgin und Bühnenverlegerin
- 2022: Jutta (* 1949) und Witiko Adler (* 1928), Inhaber Konzert-Direktion Hans Adler